# Soclogbo
Soclogbo ist eine Stadt und ein Arrondissement im Departement Collines im westafrikanischen Staat Benin. Es ist eine Verwaltungseinheit, die der Gerichtsbarkeit der Kommune Dassa-Zoumè untersteht. Der Ort liegt östlich der Stadt Dassa-Zoumè und ist mit dieser über die Straße RN25 verbunden.

## Demografie und Verwaltung
Gemäß der Volkszählung 2013 des beninischen Statistikamtes INSAE hatte das Arrondissement 11.570 Einwohner, davon waren 5696 männlich und 5874 weiblich.
Von den 93 Dörfern und Quartieren der Kommune Dassa-Zoumè entfallen zehn auf Soclogbo:
1. Agao
2. Agbondjèdo
3. Akoba
4. Djigbé
5. Dogbo
6. Gbonou
7. Lamanou
8. Miniffi
9. Sourhèdji-Okpè Olouwa
10. Tchaounka